# Osvaldo Moura Brasil do Amaral
Osvaldo Moura Brasil do Amaral, ou apenas Moura Brasil, (Rio de Janeiro, 16 de setembro de 1904 – Rio de Janeiro, 23 de outubro de 1968) foi um médico e político brasileiro, que representou o Rio de Janeiro no Congresso Nacional.

## Dados biográficos
Filho de Tobias Correia do Amaral e Maria Teresa Moura Brasil do Amaral. Médico formado pela Faculdade de Medicina da Universidade Federal do Rio de Janeiro em 1930 com especialização em Oftalmologia, ingressou no Exército Brasileiro como primeiro-tenente dias antes da Revolução de 1930 sendo promovido a capitão em 1937, ano de instauração do Estado Novo. Ao longo de sua carreira médica foi presidente da Sociedade Brasileira de Oftalmologia, chefe dos Serviços Médicos Especializados do Exército, titular do Colégio Brasileiro de Cirurgiões e da Sociedade Brasileira de Oftalmologia.
Filiado PSD, alcançou uma suplência como candidato a deputado federal em 1945. Eleito vereador pela cidade do Rio de Janeiro (então Distrito Federal) em 1947, foi escolhido presidente da Câmara Municipal dois anos depois e elegeu-se deputado federal em 1950, ano em que foi promovido a major. Disputou sua última eleição na legenda do PRT quando tornou-se suplente do senador Gilberto Marinho em 1954, chegando a exercer o mandato sob convocação. Aposentado como general de brigada, foi nomeado secretário de Agricultura da Guanabara em 1960 pelo governador José Sette Câmara.
Seu pai foi vereador e depois prefeito no município piauiense de Campo Maior.